# Kingsley Obiekwu
Kingsley "Obiekulu" Obiekwu (12 november 1974, Ibuzu Delta) is een Nigeriaanse verdediger, die in zijn tijd bij Go Ahead Eagles soms ook als breekijzer in de aanval fungeerde.
Hij speelde van 1995 tot 1998 bij de Eagles waarin hij 63 wedstrijden speelde en 7 goals maakte. Zijn grootste prestatie was het behalen van de gouden medaille op de Olympische Spelen van 1996 in Atalanta.
Obiekwu speelde onder andere bij Al-Ahli (UAE), Rangers International en Al-Masry.